# Жалгизагаш
Жалгизага́ш (каз. Жалғызағаш) — село у складі Єскельдинського району Жетисуської області Казахстану. Адміністративний центр Жалгизагаського сільського округу.
Населення — 1080 осіб (2021; 1161 у 2009, 1046 у 1999, 1196 у 1989).